# Jeiunio di Gerace
Jeiunio di Gerace (Gerace, XI secolo – Gerace, XI secolo) è stato un monaco cristiano ed eremita bizantino, venerato come santo sia dalla Chiesa cattolica che da quella ortodossa.

## Agiografia
Era un monaco eremita facente parte della numerosa schiera dei monaci italo-greci della Calabria bizantina. Il suo nome al secolo era Giovanni, rinchiusosi in un monastero nei pressi dell'antica città di Gerace. Spesso si ritirava sul monte della "Settina" (detto Monte San Jeiunio) in una grotta isolata, poco lontana dal centro della città,  per praticare l'eremitismo e prolungati digiuni. Per questo motivo, Giovanni è stato rinominato "Jeiunio" (digiuno), da non confondere con Giovanni IV Nesteutes (detto il digiunatore). Assieme a San Antonio di Gerace (detto del Castello), Santa Veneranda e la Madonna Immacolata è protettore della città di Gerace in Calabria .